# Prinsjesdag

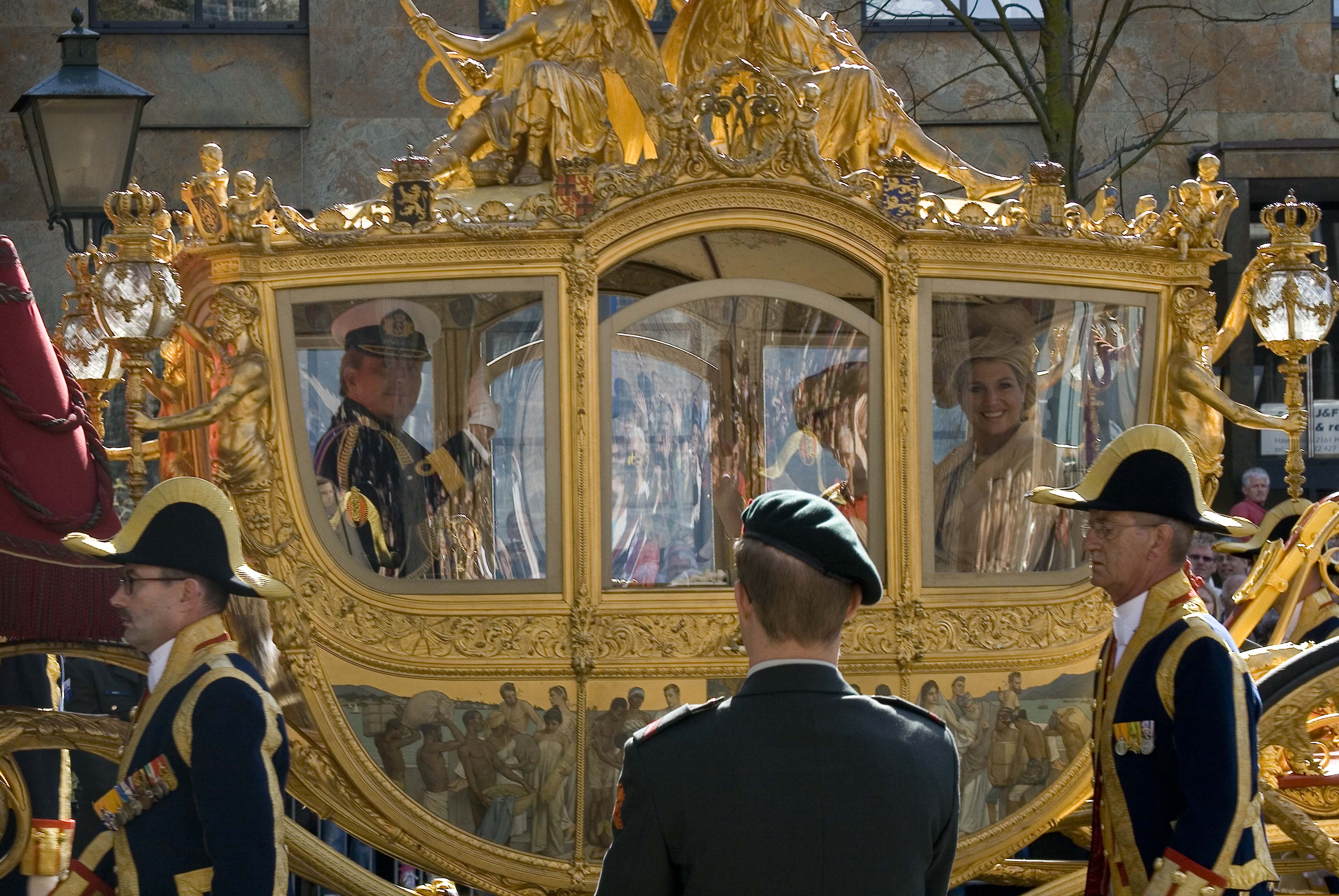
Die Goldene Kutsche am Prinsjesdag 2007

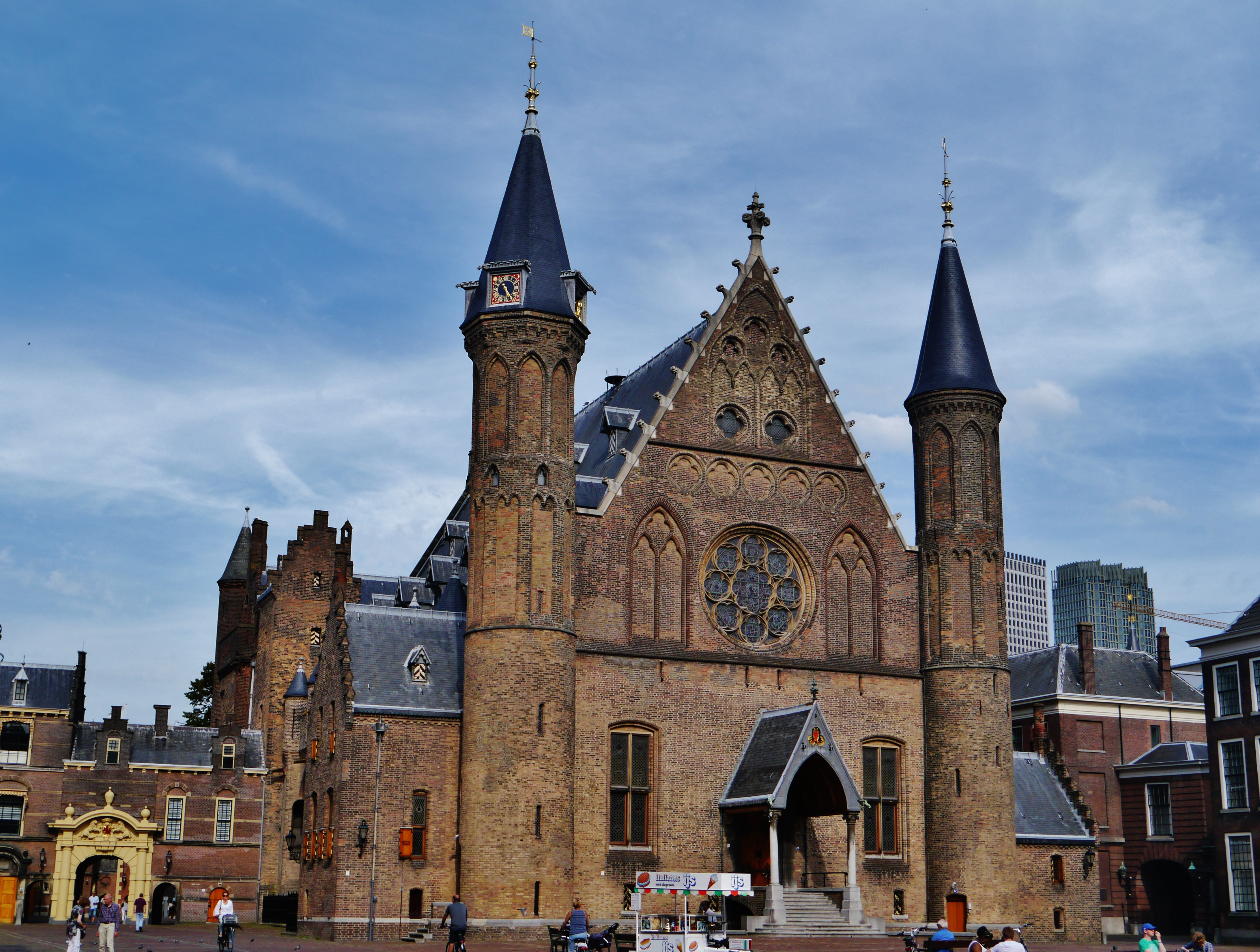
Der Rittersaal in Den Haag (2015)

Prinsjesdag (deutsch Prinzentag) ist ein bedeutender Tag in der niederländischen Politik, an dem das parlamentarische Sitzungsjahr eröffnet wird. Er findet jedes Jahr am dritten Dienstag im September statt. Am Prinsjesdag verliest das niederländische Staatsoberhaupt, zurzeit also König Willem-Alexander, die Thronrede. Darin gibt die Regierung die Zielsetzungen ihrer Politik für das kommende Jahr bekannt. 
Gemäß Artikel 65 der niederländischen Verfassung wird „an jedem dritten Dienstag im September (…) vom König oder in seinem Namen in einer Vollversammlung der Generalstaaten eine Erklärung über die von der Regierung zu verfolgende Politik abgegeben.“ Gemäß Artikel 105 Absatz 2 der Verfassung fällt das Ereignis mit der Vorlage des Haushaltsplanes für das kommende Jahr zusammen.
Im Anschluss daran finden in der Zweiten Kammer der Generalstaaten, dem Unterhaus des Parlaments der Niederlande, die so genannten „allgemeinen Betrachtungen“ (Generaldebatte) statt, in deren Rahmen die Rijksbegroting, der Reichshaushalt, auch miljoenennota genannt, debattiert wird.
Der Prinsjesdag ist mit viel Ritual verbunden. Der König fährt mit der Gläsernen Kutsche – die traditionell eingesetzte Goldene Kutsche wird derzeit restauriert – vom Paleis Noordeinde zum Rittersaal in Den Haag, und der Finanzminister trägt einen Koffer mit der Aufschrift „Dritter Dienstag im September“ bei sich. Darin befindet sich die miljoenennota. Deren Inhalt wird offiziell bis zum Prinsjesdag geheim gehalten, obwohl Einzelheiten häufig bereits vorab durchsickern.

## Geschichte
Im 18. Jahrhundert war der Prinsjesdag einer der beliebtesten Feiertage des Landes, an dem ursprünglich der Geburtstag des Statthalters Prinz Wilhelm V. von Oranien am 8. März gefeiert wurde. Daher stammt auch die Bezeichnung Prinsjesdag. Zwischen 1780 und 1797 – bekannt als die Patriottenzeit – fanden an diesem Tag Loyalitätsbekundungen der Bevölkerung gegenüber den Oraniern statt. Möglicherweise wurde deshalb, jedoch erst ab etwa 1930, der Name Prinsjesdag auch für die feierliche Eröffnung des Parlaments verwendet.
Seit jeher bestimmt die Verfassung, auf welchen Tag des Jahres die Parlamentseröffnung fällt. In der ersten Hälfte des 19. Jahrhunderts war hierfür ursprünglich der erste Montag im November, dann der dritte Montag im Oktober bestimmt. Nachdem 1848 ein jährlicher Haushaltsplan eingeführt wurde, benötigte man mehr Zeit für die Haushaltsdebatten, und so wurde die Eröffnung des Parlaments um einen Monat auf September vorverlegt. Da sich jedoch der Montag als ungünstiger Tag herausstellte, weil viele Parlamentarier aus abgelegenen Teilen des Landes wegen der Sonntagsruhe nicht an einem Sonntag nach Den Haag reisen wollten, wurde durch eine Verfassungsänderung 1887 der Montag durch den Dienstag ersetzt.